# Afusellades dels Ponts-de-Cé
Els afusellaments de Ponts-de-Cé, van tenir lloc des del 27 de desembre de 1793 fins a mitjans de gener de 1794, durant la guerra de Vendée.

## Procés
Les Ponts-de-Cé és un dels llocs d'execucions massives durant el Terror angeví. S'hi van produir una dotzena de tiroteigs, la majoria de vegades a la vora del Loira. La primera va tenir lloc els dies 27, 28 i 29 de desembre de 1793, però va continuar fins a mitjans de gener de 1794. Les víctimes eren vendéans executats sense judici.

## Pèrdues humanes
Després del 9 de Termidor, la Societat Popular d'Angers va acusar els representants en missió Hentz i Francastel d'haver massacrat 2.700 presoners a Ponts-de-Cé. No obstant això, l'any 2007 Jacques Hussenet indica que la investigació més recent limita el nombre de víctimes entre 1.500 i 1.600 Alain Gérard dona un nombre de 1.500 morts.